# Кан, Альбер
Альбер Кан (фр. Albert Kahn, при рождении наречённый Авраамом; 3 марта 1860, коммуна Мармутье, Эльзас — 14 ноября 1940, Булонь-Бийанкур, О-де-Сен) — французский банкир и филантроп, создатель «Архивов планеты», огромного фотографического проекта. За 22 года собрал для коллекции 72 тыс. цветных фотографий и 183 тыс. метров киноплёнки.

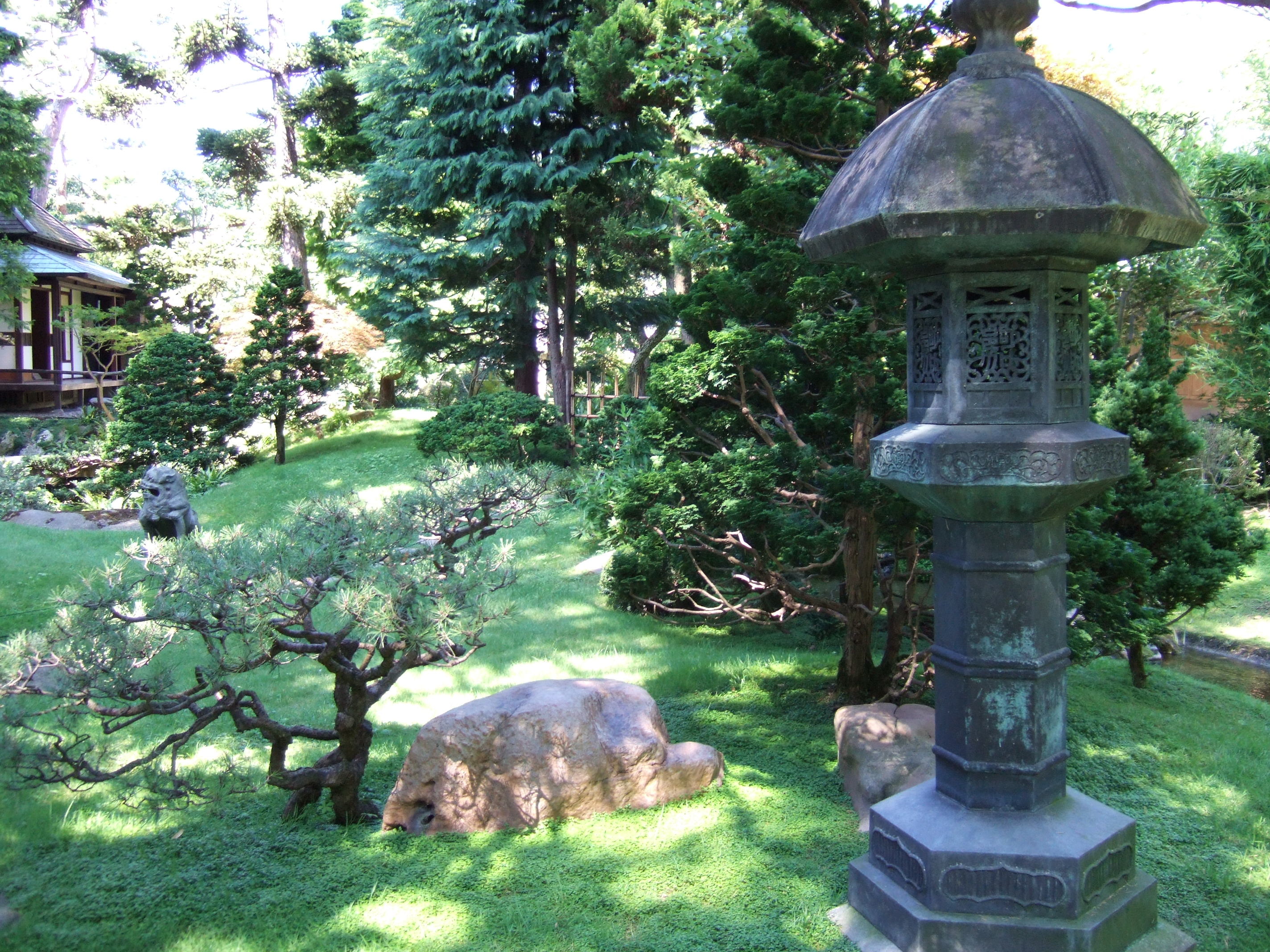
Японский сад Альбера Кана

## Биография
Родился 3 марта 1860 года в коммуне Мармутье департамента Нижний Рейн области Эльзас во Франции в семье торговца крупным рогатым скотом Луиса Кана и неграмотной домохозяйки Бабетты, урождённой Блох. Был старшим среди четверых детей.
Когда мальчику было десять, в 1870 году умерла его мать. После аннексии Эльзас и Лотарингии Германской империей в 1871 году (по Франкфуртскому миру) многие евреи решили остаться французскими гражданами, и в 1872 году семья переезжает в коммуну Сен-Мишель в департамент Мёз в область Лотарингия на северо-востоке Франции. В 1873—1876 годах Авраам учится в колледже города Саверна. В 1876 году, когда ему было 16, семья переезжает в Париж в квартал Маре. В 19 лет Авраам берёт французское имя Альбер.
В Париже работал сначала у предпринимателя, берущего заказы на шитьё, на улице Монмартр, потом клерком в банке, основанном братьями Эдмоном и Чарльзом Гудшо в 1878 году, но продолжал учиться по вечерам для получения степени. Его наставником был Анри Бергсон, молодой профессор Высшей нормальной школы, который оставался его другом на всю жизнь. В 1881 году получает диплом бакалавра искусств и вращается в интеллектуальных кругах Парижа, подружился с Огюстом Роденом и Матюреном Мее. В 1884 году получает диплом бакалавра наук, в 1885 году — диплом юриста.
Работая прокуристом в компании Goudchaux & Cie («Гудшо и Ко»), в 1883—1893 годах сделал себе состояние на спекуляциях акциями компаний, владеющих залежами золота и месторождениями алмазов в бурском государстве Южно-Африканская Республика (Трансвааль).
В 1892 году Альбер стал главным партнёром Банка Гудшо (la Banque Goudchaux), одного из важнейших финансовых домов Европы. В 1898 году основал свой собственный банк. Вкладывал финансовые средства на Дальнем Востоке, особенно в Японию, которой он выдал множество кредитов, что позволило ему сделать состояние в 1890-е годы. Установил тесные контакты с Хичиро Мотоно, послом Японии в Париже, через него с императорской семьёй, позже был принят и одарён ею.

## Документальные фильмы
- «Удивительный мир Альбера Кана»(Le Monde d’Albert Kahn) (Великобритания, 2007). Сериал (8 серий) Давида Окуефуны, снятый для Би-би-си и Музея Альбера Кана[фр.], показан в июле 2013 года на телеканале «Культура».